# Скален пръстенчатоопашат посум
Скалният пръстенчатоопашат посум (Petropseudes dahli) е вид бозайник от семейство Pseudocheiridae, единствен представител на род Petropseudes.

## Разпространение и местообитание
Разпространен е в Австралия.